# Кунце, Макс Фридрих
Макс Фридрих Кунце (Kunze; 1838 — 1921) — немецкий лесовод.
Профессор, начал в 1870 году преподавательскую деятельность в Тарандской академии, сначала учителем, а затем (1873) профессором геодезии, чистой математики, искусства постройки дорог и черчения, с 1883 года читал и лесную математику.
С 1888 года редактировал журнал «Tharander Forstliches Jahrbuch».

## Избранная библиография
- «Massentafel für Nadelholzklötze nach Oberstärken» (1870)
- «Lehrbuch der Hoizmesskunst» (1873; 2-е изд. 1876 было переведено в 1878 году на русский язык Ф. К. Арнольдом — «Учебник древоизмерения»)
- «Beiträge zur Kenntniss des Ertrages der Fichte auf normal bestockten Flächen» (1877)
- «Anleitung zur Aufnahme des Holzgehaltes der Waldbestände» (1886).